# (2852) Declercq
(2852) Declercq és un asteroide que pertany al cinturó d'asteroides, descobert el 23 d'agost de 1981 per Henri Debehogne des de l'Observatori de la Silla, Xile. Designat provisionalment com 1981 QU2. Va rebre el seu nom en homenatge a "Declercq" esposa del descobridor. Aquest asteroide forma part de la família Astrid d'asteroides.